# NGC 448
NGC 448 est une galaxie lenticulaire vue par la tranche située dans la constellation de la Baleine. Sa vitesse par rapport au fond diffus cosmologique est de 1 593 ± 23 km/s, ce qui correspond à une distance de Hubble de 23,5 ± 1,7 Mpc (∼76,6 millions d'al). NGC 448 a été découverte par l'astronome américain Lewis Swift en 1886.
À ce jour, quatre mesures non basées sur le décalage vers le rouge (redshift) donnent une distance de 28,475 ± 7,600 Mpc (∼92,9 millions d'al), ce qui est à l'intérieur des valeurs de la distance de Hubble. Notons cependant que c'est avec la valeur moyenne des mesures indépendantes, lorsqu'elles existent, que la base de données NASA/IPAC calcule le diamètre d'une galaxie et qu'en conséquence le diamètre de NGC 448 pourrait être d'environ 9,6 kpc (∼31 300 al) si on utilisait la distance de Hubble pour le calculer.